# 葉麃
葉麃（？—？），字以文，號純吾，江西南昌府南昌縣人，明朝政治人物。

## 生平
嘉靖四十三年（1564年）甲子科江西鄉試三十八名，萬曆十四年（1586年）丙戌科會試八十七名，登三甲第二百三十八名進士。大理寺观政。十七年六月授刑部主事，十九年三月丁憂歸。二十二年（1594年）起補工部都水司主事，本年六月与刑科左给事中王嘉谟典陕西乡试。二十三年升员外郎，二十五年升郎中，本年养病。二十七年京察。

## 家族
曾祖葉思楚；祖父葉景蓁；父葉芬，曾任庠生。母喻氏；生母黃氏。慈侍下。兄葉艮、葉鲸（巡检）、葉純、葉泰、葉熙（庠生）、葉蒸（府同知）、葉復。